# غوران جاجودنيك
غوران جاجودنيك (بالسلوفينية: Goran Jagodnik)‏ مواليد 23 مايو 1974 في بوستوينا، جمهورية يوغوسلافيا الاشتراكية الاتحادية، هو لاعب كرة سلة سلوفيني. بدأ مسيرته الاحترافية في سنة 1991. يحمل الرقم 12.

## المسيرة الاحترافية
لعب مع تورك تيليكوم في الدوري التركي في موسم 1999–2000، ثم لعب مع لوكوموتيف كوبان في الدوري الروسي في موسم 2001–2002، ثم لعب مع أسكو غدينيا من سنة 2002 إلى 2006، ثم لعب مع زينيت سانت بطرسبرغ في الدوري الروسي في سنة 2006، ثم لعب مع سكافاتي باسكت في سنة 2006، ثم لعب مع نادي فوتسوافك لكرة السلة في سنة 2007.

## روابط خارجية
- غوران جاجودنيك على موقع الاتحاد الدولي لكرة السلة (الإنجليزية)
- غوران جاجودنيك على موقع الدوري الأوروبي لكرة السلة (الإنجليزية)
- غوران جاجودنيك على موقع كرة السلة الأوروبية.كوم (الإنجليزية)
- غوران جاجودنيك على موقع ريلجم (الإنجليزية)
- غوران جاجودنيك على موقع بروبوليرز (الإنجليزية)
- غوران جاجودنيك على موقع سبورتس رفرنس (الإنجليزية)